# Larinia jaysankari
Larinia jaysankari là một loài nhện trong họ Araneidae.
Loài này thuộc chi Larinia. Larinia jaysankari được Biswamoy Biswas miêu tả năm 1984.